# Tennis Borussia Berlin
Tennis Borussia Berlin (bis 2005 Berliner Tennis-Club Borussia, seit jener Zeit kurz TeBe oder TB Berlin) ist ein am 9. April 1902 als Berliner Tennis- und Ping-Pong-Gesellschaft Borussia gegründeter Berliner Sportverein.
Obwohl der Verein ursprünglich als Tennis- und Tischtennis-Verein gegründet wurde, entdeckte man schon 1903 den Fußball für sich und erwarb für 50 Pfennig eine Lizenz, die zur Teilnahme an der Berliner Meisterschaft berechtigte. Da Tischtennis vor allem bei neuen Vereinsmitgliedern kaum Anklang fand, wurde es im selben Jahr schon wieder aus dem Programm genommen. Später wurde wieder eine Tischtennis-Abteilung gegründet, die (neben Hertha BSC) die erfolgreichste Berlins ist.

## Geschichte
Tennis wurde zunächst auf dem ehemaligen Bötzowfeld im heutigen Gebiet von Friedrichshain gespielt. Die Mitgliederzahl lag anfangs nur bei 20. Dennoch gab es sportliche Erfolge: Das erste Turnier wurde gegen den VfB Pankow gewonnen. Als auf dem Bötzowfeld eine neue Wohnsiedlung entstehen sollte, musste der Verein bereits ein Jahr nach seiner Gründung ein neues Gelände suchen. Mit Tischtennis versuchte man die Zeit zu überbrücken. Doch „die gerade erst gewonnenen Mitglieder traten wieder aus.“ Schließlich gelang es, im Schlosspark Niederschönhausen bis etwa 1945 das Tennisspiel weiter zu betreiben. Tennis Borussia verfügte außerdem über ein Gelände an der Nordendstraße in Niederschönhausen, bis dieses in den 1930ern enteignet wurde. In der DDR wurden auf diesem Gelände Tennisplätze für das diplomatische Corps angelegt. Tennis Borussia erhielt das Gelände nach der Wende zurück und verkaufte es später an die spok sport und kultur gmbh, die es seit 1992 als Pächter betrieben hatte.
Nach dem Ende des Zweiten Weltkriegs wurde der Verein 1945 zunächst als SG Charlottenburg (lang: Sportgruppe Charlottenburg) neu ins Leben gerufen. Aber es dauerte bis 1967, bevor der Tennissport wieder aktiviert werden konnte. Dafür wurde ein neuer Verein namens „Tennis-Verein TeBe“ gegründet.

## Fußball

### Männer

#### Anfänge (1902–1933)
Am 9. April 1902 trafen sich zwölf sportenthusiatische junge Männer (fast ausschließlich Studenten) an der Spandauer Brücke nr. 13 nahe dem Alexanderplatz in Berlin um die „Kameradschaftliche Vereinigung Borussia“ und die „Berliner Tennis - und Ping-Pong-Gesellschaft“ zu einem neuen Verein zusammenzuschließen, der sich fortan Berliner Tennis - und Ping-Pong-Gesellschaft Borussia nannte. 1903 änderte der Verein den Namen und nannte sich fortan Berliner Tennis Club Borussia, ein Name der bis heute Gültigkeit besitzt, auch wenn sich umgangssprachlich eher die Bezeichnung TeBe oder TB Berlin durchgesetzt hat. Alfred Lesser war die treibende Kraft um eine Fußball-Lizenz für den Preis von 50 Pfennig zu erwerben und somit wurde TeBe das 27. Mitglied im Berliner Ballspielverband (V.B.B.). Die Mannschaft spielte und trainierte auf dem Exerzierplatz Schönhauser Allee im Prenzlauer Berg, einem von damals zwei Fußballplätzen in Berlin. Für die Fußballabteilung ging es stetig aufwärts und im Frühjahr 1914 erreichte die Mannschaft die höchste Berliner Spielklasse. Da viele Spieler nach dem Ausbruch des Ersten Weltkrieges an die Front berufen wurden, bekam der Verein immer größere Schwierigkeiten den Fußballbetrieb aufrechtzuerhalten. Mehr als 50 Mitglieder fielen im Krieg.
Nach dem Ende des Ersten Weltkrieges geriet die Gesellschaft in eine politische und ökonomische Krise, die sich auch in der variierenden Mitgliederanzahl bei TeBe widerspiegelte, aber bis Ende der 20er Jahre war diese auf etwa 400 angestiegen. Die Mitglieder kamen in der Regel aus der Mittelschicht bzw. oberen Mittelschicht und rekrutierten sich geographisch aus der Mitte und dem Norden Berlins. Mitte der 1920er Jahre entwickelte sich Tennis Borussia zu einer der führenden Fußballmannschaften Berlins. Einen nicht geringen Anteil an den Erfolgen im Fußball hatte der spätere erste Reichstrainer Otto Nerz, der die Mannschaft von 1924 bis 1926 trainierte. Wie sein Vorgänger bei TeBe, Richard Girulatis, war Nerz Dozent an der Deutschen Hochschule für Leibesübungen. Bereits nach Ablauf der ersten Spielzeit unter Nerz belegte die Mannschaft Platz zwei der Staffel B der Oberliga. Ein weiterer späterer Trainer der Nationalmannschaft, Sepp Herberger, spielte von 1926 bis 1930 für die „Veilchen“. 1928 stellte die Mannschaft unter Trainer Walter Hollstein einen deutschen Erstliga-Rekord auf, indem die Mannschaft bis April 1928 in 18 Spielen nur einen Punkt abgab und ein Torverhältnis von 93:16 vorwies, und erreichte damit erstmals das Finale um die Oberligameisterschaft, scheiterte aber an der in diesen Jahren übermächtigen Hertha. Diese Konstellation – Staffelmeister, aber anschließend in den Endspielen der Hertha unterlegen – wiederholte sich in den Jahren 1928 bis 1931 gleich vier Mal hintereinander. Erst 1932, als der Gegner nicht Hertha, sondern Minerva 93 Berlin hieß, konnte sich TeBe erstmals den begehrten Titel des Berliner Fußballmeisters holen. In der Endrunde um die deutsche Meisterschaft war Tennis Borussia in diesen Jahren allerdings stets chancenlos und schied jeweils spätestens im Viertelfinale aus.
Ursprünglich kickte der Klub auf dem Exerzierplatz am Prenzlauer Berg, nutzte später Plätze in Niederschönhausen und Wilmersdorf, ehe es in das Polizeistadion Mitte ging, also dorthin, wo in der DDR-Zeit das Stadion der Weltjugend entstand. Allerdings wurden in der Zwischenkriegszeit auch bereits Partien mit großem Zuschauerzuspruch im Poststadion (häufiger) und im Mommsenstadion oder Preussen-Stadion ausgetragen.

#### TeBe im „Dritten Reich“ (1933–1945)
1933 hatten etwa ein Drittel von Tennis Borussias Mitgliedern einen jüdischen Hintergrund. Nach Hitlers Machtergreifung wurden diese Mitglieder aufgrund der Rassenpolitik der Nationalsozialisten gezwungen, den Verein zu verlassen. Viele dieser Mitglieder wurden später in Konzentrationslagern ermordet, andere wiederum überlebten im Exil und kehrten nach 1945 zum Verein zurück. Die minderjährigen Mitglieder wurden gezwungen, sich der Hitlerjugend anzuschließen.
Das Verhalten Tennis Borussias während der Machtübernahme ist unterschiedlich bewertet worden. Nils Havemann meint, dass viele „arische“ Mitglieder eine unklare Haltung zu ihren jüdischen Vereinskameraden einnahmen. Auf der einen Seite gab es eine antisemitische Grundstimmung, gleichzeitig jedoch auch ein großes Zusammengehörigkeitsgefühl mit den jüdischen Mitgliedern. Mike Tichers vertritt die Auffassung, dass Schatzmeister Ulrich Rüdiger, der die Sitzung einberufen hatte, auf der die jüdischen Mitglieder aufgefordert wurden, den Verein zu verlassen, Feigheit zeigte, da er diese Sitzung ohne Not einberufen hatte. Karl-Heinz Schwarz-Pich meint dagegen, dass es für den Einzelnen schwer war, Widerstand zu leisten. Seiner Ansicht nach ging man davon aus, dass die Hitlerzeit nicht von Dauer sein würde und man daher in erster Linie darauf bedacht war, nicht zu viel Aufmerksamkeit zu erregen. Die Machtergreifung beendete die erfolgreiche Ära Tennis Borussias und um sich von diesem Einbruch der Aktiven zu erholen, brauchte der Verein mehrere Jahre. Erst 1941 gelang dies mit dem zweiten Titelgewinn als Meister der Gauliga Berlin-Brandenburg. In der anschließenden Endrunde zur deutschen Meisterschaft scheiterte TeBe aber wie schon zehn Jahre zuvor frühzeitig.
Als der Zweite Weltkrieg ausbrach, wurden viele Spieler zum Kriegsdienst eingezogen und, je länger der Krieg dauerte, desto mehr war die Zivilbevölkerung vom Bombenkrieg betroffen. Schlussendlich verschlechterte sich auch die Versorgungslage. 1942 nahm TeBe ein letztes Mal an der Endrunde um die Deutsche Meisterschaft teil, bevor der Ligabetrieb 1944 eingestellt wurde. 49 Mitglieder fielen im Krieg, unter ihnen Schatzmeister Ulrich Rüdiger, der bei der Schlacht um Berlin umkam.

#### Nachkriegsjahre, „goldene Fünfziger“ und allmählicher Abstieg (1945–1963)
| Saison  | Liga                        | Spielklasse | Platz |
| ------- | --------------------------- | ----------- | ----- |
| 1945/46 | Stadtliga Berlin, Staffel C | I           | 02.   |
| 1946/47 | Stadtliga Berlin            | I           | 01.   |
| 1947/48 | Stadtliga Berlin            | I           | 03.   |
| 1948/49 | Stadtliga Berlin            | I           | 02.   |
| 1949/50 | Stadtliga Berlin            | I           | 01.   |
| 1950/51 | Vertragsliga Berlin         | I           | 01.   |
| 1951/52 | Vertragsliga Berlin         | I           | 01.   |
| 1952/53 | Vertragsliga Berlin         | I           | 03.   |
| 1953/54 | Vertragsliga Berlin         | I           | 06.   |
| 1954/55 | Vertragsliga Berlin         | I           | 02.   |
| 1955/56 | Vertragsliga Berlin         | I           | 07.   |
| 1956/57 | Vertragsliga Berlin         | I           | 02.   |
| 1957/58 | Vertragsliga Berlin         | I           | 01.   |
| 1958/59 | Vertragsliga Berlin         | I           | 07.   |
| 1959/60 | Vertragsliga Berlin         | I           | 06.   |
| 1960/61 | Vertragsliga Berlin         | I           | 03.   |
| 1961/62 | Vertragsliga Berlin         | I           | 03.   |
| 1962/63 | Oberliga Berlin             | I           | 03.   |

Einen ersten regelmäßigen Spielbetrieb für Herrenmannschaften nach dem Kriegsende gab es ab Januar 1946 in Form der Berliner Stadtliga, bei der insgesamt 36 Mannschaften in 4 Staffeln (TeBe bzw. die SG Charlottenburg in Staffel C) antraten. Tennis Borussia musste in dieser ersten Nachkriegssaison unter dem Namen SG Charlottenburg auflaufen (was bis zum Ende der Saison 1947/48 so bleiben sollte). 1947 gewann der Verein die Berliner Stadtmeisterschaft in der neuen Stadtliga, die 1950 – in Anlehnung an die neu eingeführten Vertragsspielerstatuten – in „Vertragsliga“ umbenannt wurde. Zur Saison 1948/49 konnte der Verein wieder seinen Namen aus der Vorkriegszeit führen und spielte fortan unter dem Namen Berliner Tennis-Club Borussia. In der Nachkriegszeit war TeBe bis Ende der 1950er der erfolgreichste Berliner Verein: Dem ersten Titelgewinn 1947 folgten vier weitere Meisterschaften (1950, 1951, 1952 und 1958). Jedoch schaffte man es weder in der Endrunde um die deutsche Meisterschaft 1949/50, 1950/51, 1951/52 noch 1957/58 über die dortige 1. Runde hinaus zu kommen; insgesamt gewann TeBe bei diesen 4 Endrundenteilnahmen nur 3 von insgesamt 16 Spielen. Andererseits konnte 1952 zum 50-jährigen Vereinsjubiläum immerhin der 3. Berliner Meistertitel in Folge gewonnen werden und der Dauerrivale Hertha BSC konnte in den 50er Jahren nur 1956/57 eine bessere Platzierung als TeBe vorweisen. Der damalige Vereinschef Carl Helfert konnte so 1952 im Vorwort zur 50-Jahre-Chronik feststellen: „Es steht gut um Tennis-Borussia.“ Zwei Vizemeisterschaften und vier 3. Plätze in den Meisterschaften bis 1963 mögen dies rückblickend auch bestätigen, jedoch lässt sich auch feststellen, dass TeBe vor der Einführung der Bundesliga seine Rolle als erste Geige des West-Berliner Fußballs bereits wieder verloren hatte. Ab Ende der 50er liefen Hertha und Tasmania den Lila-Weißen allmählich den Rang als Nr. 1 ab. Mit dem Mauerbau 1961 verringerten sich auch die Zuschauerzahlen um etwa ein Drittel, sodass TeBe auch in wirtschaftlicher Hinsicht zu Beginn der 60er Jahre nicht bundesligareif war und sich in weiser Voraussicht auch nicht um einen Startplatz in der zur Saison 1963/64 startenden bundesdeutschen Eliteliga bewarb. Ein ehemaliger Spieler beschrieb die Situation im März 1963 wie folgt: „Wir selbst können rückschauend sagen, dass wir durch die Misere der letzten Jahre unsere große Chance vertaten, denn bei einem nur einigermaßen sicheren Stand in Bezug auf die Finanzen und ein wenig mehr sportlicher Stärke, hätte es für die Bundesligakommission bei der Auswahl des Berliner Vereins keine Sorgen gegeben! So aber bleibt für uns nur die Gewissheit, dass unser Entschluss, nicht zu kandidieren, richtig war und dass wir auf dem rechten Weg sind.“

#### Zwischen Erst- und Zweitklassigkeit (1963–1981)
| Saison  | Liga                | Spielklasse | Platz |
| ------- | ------------------- | ----------- | ----- |
| 1963/64 | Regionalliga Berlin | II          | 02.   |
| 1964/65 | Regionalliga Berlin | II          | 01.   |
| 1965/66 | Regionalliga Berlin | II          | 02.   |
| 1966/67 | Regionalliga Berlin | II          | 02.   |
| 1967/68 | Regionalliga Berlin | II          | 02.   |
| 1968/69 | Regionalliga Berlin | II          | 03.   |
| 1969/70 | Regionalliga Berlin | II          | 02.   |
| 1970/71 | Regionalliga Berlin | II          | 04.   |
| 1971/72 | Regionalliga Berlin | II          | 04.   |
| 1972/73 | Regionalliga Berlin | II          | 04.   |
| 1973/74 | Regionalliga Berlin | II          | 01.   |
| 1974/75 | 1. Bundesliga       | I           | 17.   |
| 1975/76 | 2. Bundesliga Nord  | II          | 01.   |
| 1976/77 | 1. Bundesliga       | I           | 17.   |
| 1977/78 | 2. Bundesliga Nord  | II          | 10.   |
| 1978/79 | 2. Bundesliga Nord  | II          | 11.   |
| 1979/80 | 2. Bundesliga Nord  | II          | 13.   |
| 1980/81 | 2. Bundesliga Nord  | II          | 17.   |

Als 1963 die Bundesliga eingeführt wurde, hießen die beiden führenden Berliner Vereine inzwischen Hertha BSC und Tasmania 1900 – Tennis Borussia fand sich in der zweitklassigen Regionalliga wieder. Im Gegensatz zu anderen Berliner Mannschaften konnte der Verein aber verhindern, ganz in der Versenkung zu verschwinden. Bis 1970 erreichte man so immer einen der ersten drei Plätze und nahm 1965, 1967, 1968 und 1970 an den Aufstiegsrunden zur Bundesliga teil, hatte dort aber nur selten den Hauch einer Chance und scheiterte immer als Letzter oder Vorletzter der jeweiligen Gruppe. 1968 wurde für die Aufstiegsrunde extra ein Trainingslager beim Vorjahresmeister der Bundesliga, Eintracht Braunschweig, arrangiert und deren Meistertrainer Helmuth Johannsen für die Aufstiegsspiele kurzfristig in den Trainerstab integriert. Nach vier vergeblichen Anläufen musste TeBe ab 1969 aufgrund geringerer finanzieller Möglichkeiten größere personelle Veränderungen im Vorstand als auch in der Mannschaft hinnehmen. Im April 1969 löste Willi Schmitz den langjährigen Vorsitzenden Hans Rosenthal ab und vor Beginn der Saison 1969/70 verließen 10 Spieler die Mannschaft. Der Aufbau einer neuen Mannschaft zu Beginn der 70er Jahre wurde durch den erfolgreichen Aufstieg 1974 gekrönt.
Vor Beginn der Saison 1974/75 mussten aufgrund des unerwarteten Aufstiegs im fünften Anlauf sämtliche Spielerverträge umgeschrieben werden, da diese ursprünglich nur für die 2. Bundesliga ausgelegt waren. Trotz Schulden in Höhe etwa einer halben Million DM leistete sich der Verein mit Karl-Heinz Schnellinger einen prominenten Neuzugang, der sich jedoch nicht wirklich in die Mannschaft integrieren konnte und bereits nach 19 Spielen TeBe wieder verließ. In der Hinrunde konnte die Mannschaft nur 5 Pluspunkte sammeln und fand sich auf dem letzten Tabellenplatz wieder. Dieser konnte zwar im Laufe der Rückrunde wieder verlassen werden, jedoch schaffte es TeBe auch trotz 3 Siegen in der Rückrunde nicht mehr, die Abstiegsränge zu verlassen. Das Interesse der Zuschauer hielt sich in Grenzen. Zu den 17 Heimspielen kamen im Durchschnitt etwa 10.000 Zuschauer (beim Lokalrivalen und Vize-Meister Hertha BSC waren es im Schnitt etwa 36.000).

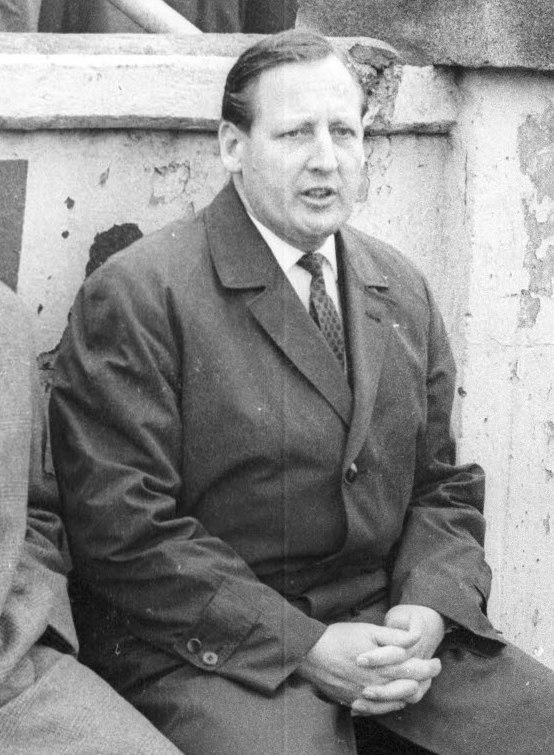
Helmuth Johannsen (1963)

Zur Saison 1975/76 wurde Helmuth Johannsen (Meistertrainer mit Eintracht Braunschweig 1967) als neuer Trainer verpflichtet und als Ziel wurde die Rückkehr in die Bundesliga ausgegeben. Rangierten die Veilchen nach der Hinrunde noch auf dem zweiten Platz hinter Borussia Dortmund, trug in der Rückrunde eine Serie von neun ungeschlagenen Spielen (darunter ein Sieg gegen Wacker 04) dazu bei, dass TeBe den ersten Platz vor dem BVB belegte und in die Bundesliga zurückkehrte. Trotz dieses Erfolges verließ Johannsen den Verein nach dem Aufstieg, da der Vorstand seiner Meinung nach einen unprofessionellen Eindruck machte und das Interesse an Tennis Borussia mit 5.000 Zuschauern im Schnitt relativ niedrig war.

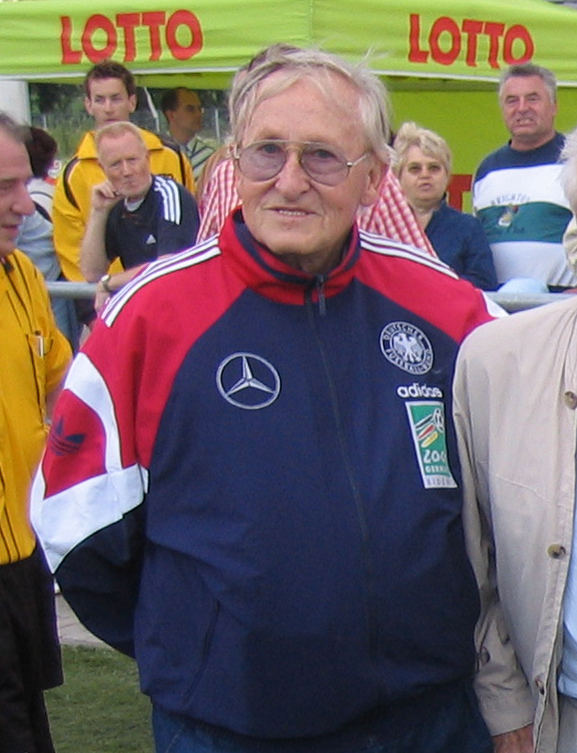
Rudi Gutendorf (2005)

TeBe ging daher mit Rudi Gutendorf als neuem Trainer in seine zweite Erstliga-Saison 1976/77. Im Vorfeld mussten aufgrund erneuter finanzieller Probleme die Stützen der Aufstiegsmannschaft, Norbert Stolzenburg und Norbert Siegmann, verkauft werden. Gutendorf erinnerte sich in seiner Biografie aus dem Jahr 1987 wie folgt: „Im Café Kranzler trinke ich einen Underberg gegen mein Sodbrennen. Es war schwer wegzukriegen, seit mein neuer Club seine zwei besten Spieler verkaufen mußte. Hätte ich das gestern gewußt, hätte ich den Vertrag nicht unterschrieben. Ich gebe noch drei Autogramme an Fußballfans, die mir etwas mitleidig gratulieren zu meinem Mut, den Kirchenmaus-Club Tennis Borussia übernommen zu haben.“ Hingegen konnte TeBe durch Zugänge wie Benny Wendt, der im Laufe der Saison 20 Tore erzielen sollte, Lothar Schneider und Ernst Savkovic seine Mannschaft qualitativ klar verbessern. Im Verlauf der Saison wurde mit Volkmar Groß, Hans-Jürgen Baake, Dieter Hochheimer und Winfried Stradt zudem noch nachgelegt und eine durchaus konkurrenzfähige Mannschaft zusammengestellt. Trotz überraschender Erfolge gegen den Tabellenführer 1. FC Köln (3:2), den Europapokalsieger FC Bayern (3:1) und den Lokalrivalen Hertha BSC (2:0) stieg Tennis Borussia wiederum als Vorletzter aus der Bundesliga ab. Jedoch konnte die durchschnittliche Zuschauerzahl auf immerhin etwa 22.000 gesteigert werden (beim Lokalrivalen Hertha BSC waren es diesmal im Schnitt etwa 25.000).
Nach dem Abstieg 1977 hielten sich die Charlottenburger bis 1981 in der 2. Bundesliga Nord, konnten sich jedoch für die eingleisige 2. Liga, die mit der Saison 1981/82 an den Start ging, nicht qualifizieren. Das letzte Spiel der Saison 1980/81 verlor TeBe vor 652 Zuschauern. Der 17. Platz bedeutete den Abstieg in die Oberliga Berlin. Der Abstieg lag jedoch nicht nur an der schlechten Platzierung 80/81, sondern war auch dem Umstand geschuldet, dass Tennis Borussia sowohl 1978/79 als auch 1979/80 in der 2. Liga relativ schlecht abgeschnitten hatte, da das Abschneiden in diesen drei Saisons die Grundlage für die Vergabe der Startplätze in der neuen eingleisigen 2. Bundesliga war.

#### Zwischen Zweit- und Drittklassigkeit (1981–2001)
| Saison  | Liga                 | Spielklasse | Platz |
| ------- | -------------------- | ----------- | ----- |
| 1981/82 | Oberliga Berlin      | III         | 01.   |
| 1982/83 | Oberliga Berlin      | III         | 03.   |
| 1983/84 | Oberliga Berlin      | III         | 02.   |
| 1984/85 | Oberliga Berlin      | III         | 01.   |
| 1985/86 | 2. Bundesliga        | II          | 19.   |
| 1986/87 | Oberliga Berlin      | III         | 02.   |
| 1987/88 | Oberliga Berlin      | III         | 02.   |
| 1988/89 | Oberliga Berlin      | III         | 08.   |
| 1989/90 | Oberliga Berlin      | III         | 03.   |
| 1990/91 | Oberliga Berlin      | III         | 01.   |
| 1991/92 | Oberliga Nordost     | III         | 04.   |
| 1992/93 | Oberliga Nordost     | III         | 01.   |
| 1993/94 | 2. Bundesliga        | II          | 19.   |
| 1994/95 | Regionalliga Nordost | III         | 04.   |
| 1995/96 | Regionalliga Nordost | III         | 01.   |
| 1996/97 | Regionalliga Nordost | III         | 06.   |
| 1997/98 | Regionalliga Nordost | III         | 01.   |
| 1998/99 | 2. Bundesliga        | II          | 06.   |
| 1999/00 | 2. Bundesliga        | II          | 18.   |
| 2000/01 | Regionalliga Nord    | III         | 19.   |

TeBe musste damit den Gang in die Drittklassigkeit antreten und spielte fast die gesamten 80er Jahre, bis auf eine Saison in der eingleisigen Zweiten Bundesliga (1985/86), in der Oberliga Berlin.
In der Saison 1990/91 wurde TeBe Meister der Oberliga Berlin, allerdings war man in der Aufstiegsrunde zur 2. Bundesliga in der Gruppe Nord chancenlos. So trat man in der Saison 1991/92 in der neuen Oberliga Nordost an, die man als Vierter beendete. Ein Jahr später schaffte man es als Staffelsieger erneut in die Aufstiegsrunde zur 2. Bundesliga. Sportlich stieg zwar Union Berlin auf, allerdings bekamen diese keine Lizenz, sodass TeBe als Zweiter aufrückte. Erstmals seit sieben Jahren war Tennis Borussia Berlin damit wieder in der 2. Bundesliga vertreten. Dort war man jedoch chancenlos und stieg nach einem Jahr wieder direkt ab. Im DFB-Pokal gelang hingegen der sensationelle Einzug ins Halbfinale, wo man aber 0:2 gegen Rot-Weiss Essen unterlag. In der Regionalliga Nordost, die die Oberligen als dritthöchste Spielklasse ersetzte, konnte TeBe aber recht schnell wieder Fuß fassen. Einem vierten Platz in der Saison 1994/95 folgte der Staffelsieg im Jahr 1996. Den erneuten Aufstieg verpasste man allerdings, da man sich in der Relegation gegen den VfB Oldenburg (Sieger der Regionalliga Nord) nicht durchsetzen konnte.
Wie schon wenige Jahre zuvor bekam man zwei Jahre nach dem knappen Scheitern (in der Saison 1996/97 wurde TeBe nur Sechster) erneut die Gelegenheit. Ohne jede Niederlage konnte TeBe die Staffel Nordost klar gewinnen und traf in der Relegation dieses Mal auf Hannover 96. Zwar stand auch dieses Mal eine knappe Niederlage im Elfmeterschießen, TeBe nutzte aber die Möglichkeit, in anschließenden Duellen mit Sportfreunden Siegen und Kickers Offenbach den Aufstieg in die 2. Bundesliga zu sichern.
Die Saison 1998/99 wurde für Tennis Borussia Berlin die erfolgreichste Saison seit dem Bundesliga-Abstieg 1977. Vor allem in der Hinrunde, als man mehrfach einen Aufstiegsplatz belegte und am 11. Spieltag die Tabelle sogar anführte, konnte TeBe überzeugen. Zur Rückkehr in die Bundesliga fehlten am Ende nur vier Punkte. Auch die Folgesaison begann vielversprechend; erneut war man auf Tuchfühlung mit den Aufstiegsplätzen, jedoch rutschte TeBe bis zum Ende der Saison sportlich auf Rang 13 ab, konnte sich aber retten. Nach finanziellen Ungereimtheiten um den Hauptsponsor Göttinger Gruppe, der aus Tennis Borussia eine Aktiengesellschaft machen wollte, erhielt TeBe 2000 keine Lizenz mehr für den Profifußball und stieg wieder in die Regionalliga ab.
Eine zweite Rückkehr schaffte TeBe nicht; stattdessen stieg man als Tabellenletzter der Regionalliga 2000/01 erneut ab, womit man erstmals in der Vereinsgeschichte viertklassig war.

#### Tiefer Fall (2001–2015)
| Saison  | Liga               | Spielklasse | Platz |
| ------- | ------------------ | ----------- | ----- |
| 2001/02 | NOFV-Oberliga Nord | IV          | 02.   |
| 2002/03 | NOFV-Oberliga Nord | IV          | 04.   |
| 2003/04 | NOFV-Oberliga Nord | IV          | 05.   |
| 2004/05 | NOFV-Oberliga Nord | IV          | 04.   |
| 2005/06 | NOFV-Oberliga Nord | IV          | 05.   |
| 2006/07 | NOFV-Oberliga Nord | IV          | 03.   |
| 2007/08 | NOFV-Oberliga Nord | IV          | 06.   |
| 2008/09 | NOFV-Oberliga Nord | V           | 01.   |
| 2009/10 | Regionalliga Nord  | IV          | 15.   |
| 2010/11 | NOFV-Oberliga Nord | V           | 14.   |
| 2011/12 | Berlin-Liga        | VI          | 11.   |
| 2012/13 | Berlin-Liga        | VI          | 08.   |
| 2013/14 | Berlin-Liga        | VI          | 04.   |
| 2014/15 | Berlin-Liga        | VI          | 01.   |

Es folgten Jahre voller Tristesse. In den folgenden sieben Spielzeiten in der Oberliga Nordost gelang es TeBe nicht, ernsthaft um den Aufstieg mitzuspielen. Vor allem die Saison 2007/08 endete bitter. Durch die Einführung der eingleisigen 3. Liga musste man mindestens Platz 4 erreichen, um an der zukünftig dreigleisigen Regionalliga als vierthöchster Spielklasse teilnehmen zu können. TeBe hatte in der Endphase den Anschluss verloren und wurde nur Sechster und damit nur noch fünftklassig.
In der Saison 2008/09 konnte Tennis Borussia Berlin aber endlich wieder überzeugen und stieg mit weitem Abstand vor dem Konkurrenten BFC Dynamo in die Regionalliga auf. Es blieb allerdings bei einer kurzzeitigen Rückkehr in die vierthöchste Spielklasse: Als 15. misslang der sportliche Klassenerhalt; zudem stellte TeBe am 21. Mai 2010 beim Amtsgericht in Charlottenburg einen Antrag auf Einleitung eines Insolvenzverfahrens, das erfolgreich abgeschlossen wurde.
Die Oberliga-Saison 2010/11 endete schließlich in einem sportlichen Fiasko. Nur mit Mühe erreichte man den 14. Platz, der die Möglichkeit brachte, sich über 2 Relegationsspiele in der Oberliga zu halten. Gegen den 14. der Südstaffel, den SC Borea Dresden, verlor man jedoch das zweite Spiel in der Verlängerung und stieg in die sechstklassige Berlin-Liga ab.
In der Saison 2011/12 konnte man dort den dritten Abstieg in Serie verhindern und wurde 11. Dies war der absolute Tiefpunkt für Tennis Borussia Berlin. In den nächsten zwei Spielzeiten gelang mit Platz 8 und Platz 4 eine kontinuierliche Steigerung, bevor man am vorletzten Spieltag der Saison 2014/15 mit einem 3:0-Sieg gegen den FC Internationale vorzeitig die Meisterschaft und damit die Rückkehr in die Oberliga feiern konnte.

#### Querelen und Rückkehr in die Regionalliga (2015–2023)
| Saison  | Liga                  | Spielklasse | Platz |
| ------- | --------------------- | ----------- | ----- |
| 2015/16 | Oberliga Nordost-Nord | V           | 04.   |
| 2016/17 | Oberliga Nordost-Nord | V           | 06.   |
| 2017/18 | Oberliga Nordost-Nord | V           | 02.   |
| 2018/19 | Oberliga Nordost-Nord | V           | 02.   |
| 2019/20 | Oberliga Nordost-Nord | V           | 01.   |
| 2020/21 | Regionalliga Nordost  | IV          | 16.   |
| 2021/22 | Regionalliga Nordost  | IV          | 10.   |
| 2022/23 | Regionalliga Nordost  | IV          | 18.   |

In der Oberliga konnte man sich nun wieder etablieren und in der oberen Tabellenhälfte mitspielen. Ab 2016 erregte der Einstieg von Jens Redlich Aufmerksamkeit, um dessen Engagement sich in den folgenden Jahren ein großer Streit mit der Fanszene entwickelte. In Folge einer tumultartigen Mitgliederversammlung im Jahr 2019 stellte die aktive Fanszene von TeBe ihren Support ein.
Zur Saison 2017/18 steckte sich der Verein das Ziel in die Regionalliga aufzusteigen. Als die Mannschaft unter Cemal Yildiz nur eins der ersten drei Saisonspiele gewonnen hatte, wurde Yildiz am 4. September 2017 beurlaubt und einen Tag später der ehemalige Nationalspieler Thomas Brdarić als neuer Trainer vorgestellt. Trotz des Erfolges mit dem Erreichen des 2. Platzes in der Liga gab der Verein bereits vor Saisonende die Trennung von Thomas Brdarić bekannt. Gründe hierfür wurden von offizieller Seite zunächst nicht genannt, Brdarić äußerte sich jedoch im Interview dazu, dass es Differenzen in der Auffassung über den weiteren Weg des Vereins gegeben hätte. Für die neue Saison 2018/19 wurde der vorherige U19-Trainer Dennis Kutrieb verpflichtet. Erneut wurde man Vize-Meister, dieses Mal hinter dem SV Lichtenberg 47. In der Folgesaison 2019/20 konnte man hingegen 15 Siege in den ersten 19 Spielen landen und war Tabellenführer vor dem Greifswalder FC. Bei diesem Stand wurde die Saison aufgrund der COVID-19-Pandemie abgebrochen. TeBe wurde zum Meister gekürt und stieg nach genau einem Jahrzehnt wieder in die vierthöchste Spielklasse auf. Dennis Kutrieb verlängerte im Mai 2020 seinen auslaufenden Vertrag nicht.
Zur Saison 2020/21 übernahm Markus Zschiesche das Traineramt. Da diese Saison durch die Corona-Pandemie nach dem 13. Spieltag abgebrochen wurde, wurden die Platzierungen entsprechend einer Quotientenregel ermittelt. Tennis Borussia hatte 10 Spiele absolviert und dabei 9 Punkte geholt, was nach der Quotientenregel für den 16. Platz und damit den Klassenerhalt reichte.
In der Saison 2021/22 wurde der Klassenerhalt völlig ungefährdet und frühzeitig erreicht und am Ende der Saison belegte TeBe Platz 10. Anfang April wurde bekannt, dass Markus Zschiesche seinen auslaufenden Vertrag nicht verlängern werde, als Nachfolger wurde Ende April Abdou-Rahman Njie vorgestellt. Ende 2022 wurde Njie nach nur zwei Siegen und einem Unentschieden aus 16 Ligaspielen von seinen Aufgaben entbunden. Als Nachfolger wurde Anfang 2023 Christopher Brauer vorgestellt, der jedoch den Abstieg aus der Regionalliga nicht verhindern konnte.
Der Zentralrat der Juden ehrte den Verein 2022 mit dem Paul-Spiegel-Preis für Zivilcourage.

#### Neuanfang in der Oberliga (seit 2023)
| Saison  | Liga                  | Spielklasse | Platz |
| ------- | --------------------- | ----------- | ----- |
| 2023/24 | Oberliga Nordost-Nord | V           | 06.   |
| 2024/25 | Oberliga Nordost-Nord | V           | 09.   |

Trotz eines sportlich gelungenen Starts mit einer nach dem Abstieg vollkommen neuformierten Mannschaft in die Hinrunde der Saison 2023/24 trennte sich TeBe im Oktober 2023 von Christopher Brauer. Nachfolger war zunächst Co-Trainer René Lorenz und nach dessen Rücktritt im April 2024 bis zum Saisonende Sercan Kara.
Zur Saison 2024/25 übernahm Benjamin Eta den Posten des Cheftrainers. Nach vor allem in der Rückrunde 2024/2025 dürftigen Leistungen wurde Eta am 27. April 2025 als Trainer entlassen und Interim durch den seit November 2022 tätigen sportlichen Leiter Benjamin Borth ersetzt, nachdem schon am 15. April 2025 ein Ende der Zusammenarbeit zum Saisonende bekannt gegeben worden war.
Für die letzten 3 Spiele der Saison 2024/25 und für die neue Saison 2025/26 wurde der bisherige Co-Trainer Umberto Sacchi zum neuen Cheftrainer ernannt.

#### Sportliche Erfolge
- Deutsche Fußballmeisterschaft
  - Viertelfinale der Endrunde um die Deutsche Meisterschaft: 1928, 1929, 1931, 1932
  - Teilnahme an der Fußball-Bundesliga: 1974/75 und 1976/77
- 2. Bundesliga
  - Meister: 1976 (Staffel Nord)
- Deutscher Fußballpokal
  - Halbfinale: 1993/94
- Regionalliga Nordost
  - Meister: 1996, 1998
- Oberliga Nordost (Staffel Nord)
  - Meister: 1993, 2009, 2020
  - Vize-Meister: 2002, 2018, 2019
  - Dritter: 2007
- Deutsche Amateurmeisterschaft
  - Sieger: 1998
- Berliner Fußballmeisterschaft
  - Meister: 1932, 1941, 1947, 1950, 1951, 1952, 1958, 1965, 1974, 1982, 1985, 1991, 1998 (2. Mannschaft), 2015
  - Vize-Meister: 1928, 1929, 1930, 1931, 1942, 1949, 1955, 1957, 1964, 1966, 1967, 1968, 1970, 1984, 1987, 1988,
  - Dritter: 1934, 1938, 1939, 1948, 1953, 1961, 1962, 1963, 1969, 1983, 1990
- Berliner Fußballpokal
  - Sieger: 1931, 1949, 1951, 1963, 1964, 1965, 1973, 1985, 1993, 1995, 1996, 1998, 2000, 2002, 2005, 2006, 2008
  - Finalist: 1954, 1960, 1966, 1970, 1983, 1987, 2003, 2009, 2019

#### Statistik
| Saison  | Spielklasse | Liga                                                                 | Platz | S  | U  | N  | Tore   | Punkte | DFB-Pokal                                              | Pokal (Berlin)         | Bemerkungen |
| ------- | ----------- | -------------------------------------------------------------------- | ----- | -- | -- | -- | ------ | ------ | ------------------------------------------------------ | ---------------------- | --- |
| 1910/11 | I           | Berliner Fußballmeisterschaft des VBB                                | 09    | 02 | 01 | 13 | 31:78  | 5:27   |                                                        |                        | |
| 1911/12 | I           | Berliner Fußballmeisterschaft – Gruppe A                             | 07    | 05 | 02 | 11 | 30:65  | 12:24  |                                                        |                        | Abstieg |
| 1912/13 | …           | …                                                                    | …     | …  | …  | …  | …      | …      | …                                                      | …                      | |
| 1913/14 | …           | …                                                                    | …     | …  | …  | …  | …      | …      | …                                                      | …                      | Aufstieg |
| 1914/15 | I           | Berliner Fußballmeisterschaft                                        | 07    | 07 | 0  | 11 | 39:64  | 14:22  |                                                        |                        | |
| 1915/16 | I           | Berliner Fußballmeisterschaft                                        | 06    | 06 | 04 | 08 | 38:52  | 16:20  |                                                        |                        | |
| 1917/18 | I           | Berliner Fußballmeisterschaft                                        | 08    | 05 | 0  | 13 | 31:46  | 10:26  |                                                        |                        | |
| 1917/18 | I           | Berliner Fußballmeisterschaft                                        | 12.   | 09 | 05 | 14 | 71:85  | 23:33  |                                                        |                        | |
| 1918/19 | I           | Berliner Fußballmeisterschaft                                        | 11.   | 10 | 05 | 15 | 61:79  | 25:35  |                                                        |                        | Abstieg |
| 1919/20 | …           | …                                                                    | …     | …  | …  | …  | …      | …      | …                                                      | …                      | |
| 1920/21 | I           | Berliner Fußballmeisterschaft - Bezirk Berlin-Brandenburg – Gruppe A | 06.   | 02 | 03 | 05 | 18:31  | 7:13   |                                                        |                        | |
| 1921/22 | I           | Berliner Fußballmeisterschaft - Bezirk Berlin-Brandenburg – Gruppe A | 09.   | 08 | 02 | 10 | 39:36  | 18:22  |                                                        |                        | Abstieg |
| 1922/23 | …           | …                                                                    | …     | …  | …  | …  | …      | …      | …                                                      | …                      | |
| 1923/24 | I           | Berliner Fußballmeisterschaft - Bezirk Berlin-Brandenburg – Gruppe A | 04.   | 06 | 07 | 05 | 34:34  | 19:17  |                                                        |                        | |
| 1924/25 | I           | Berliner Fußballmeisterschaft - Bezirk Berlin-Brandenburg – Gruppe B | 02.   | 13 | 03 | 02 | 57:15  | 29:7   |                                                        |                        | |
| 1925/26 | I           | Berliner Fußballmeisterschaft - Bezirk Berlin-Brandenburg – Gruppe A | 02.   | 13 | 01 | 04 | 87:31  | 27:9   |                                                        |                        | |
| 1926/27 | I           | Berliner Fußballmeisterschaft - Bezirk Berlin-Brandenburg – Gruppe A | 02.   | 15 | 01 | 03 | 82:17  | 31:7   |                                                        |                        | |
| 1927/28 | I           | Berliner Fußballmeisterschaft - Bezirk Berlin-Brandenburg – Gruppe B | 01.   | 17 | 01 | 0  | 93:13  | 35:1   |                                                        |                        | Teilnahme am Finalspiel des VBB – Berliner Vize-Fußballmeister Teilnahme an deutscher Meisterschaft 1927/28 – Viertelfinale (gegen Wacker München)      |
| 1928/29 | I           | Berliner Fußballmeisterschaft - Bezirk Berlin-Brandenburg – Gruppe B | 01.   | 14 | 02 | 02 | 63:31  | 30:6   |                                                        |                        | Teilnahme am Finalspiel des VBB – Berliner Vize-Fußballmeister Teilnahme an deutscher Meisterschaft 1928/29 – Viertelfinale (gegen den 1. FC Nürnberg ) |
| 1929/30 | I           | Berliner Fußballmeisterschaft - Bezirk Berlin-Brandenburg – Gruppe B | 01.   | 13 | 03 | 02 | 64:30  | 29:7   |                                                        |                        | Teilnahme am Finalspiel des VBB – Berliner Vize-Fußballmeister Teilnahme an deutscher Meisterschaft 1929/30 – Achtelfinale (gegen SpVgg Fürth)          |
| 1930/31 | I           | Berliner Fußballmeisterschaft - Bezirk Berlin-Brandenburg – Gruppe B | 01.   | 16 | 0  | 02 | 66:20  | 32:4   |                                                        |                        | Teilnahme an Finalrunde des VBB – Berliner Vize-Fußballmeister Teilnahme an deutscher Meisterschaft 1930/31 – Viertelfinale (gegen 1860 München)        |
| 1931/32 | I           | Berliner Fußballmeisterschaft - Bezirk Berlin-Brandenburg – Gruppe B | 01.   | 13 | 02 | 03 | 48:23  | 28:8   |                                                        |                        | Teilnahme an Finalrunde des VBB – Berliner Fußballmeister Teilnahme an deutscher Meisterschaft 1931/32 – Viertelfinale (gegen Eintracht Frankfurt)      |
| 1932/33 | I           | Berliner Fußballmeisterschaft - Bezirk Berlin-Brandenburg – Gruppe A | 02.   | 13 | 03 | 02 | 61:17  | 29:7   |                                                        |                        | |
| 1933/34 | I           | Gauliga Berlin-Brandenburg                                           | 03.   | 12 | 04 | 06 | 67:44  | 28:16  |                                                        |                        | |
| 1934/35 | I           | Gauliga Berlin-Brandenburg                                           | 05.   | 08 | 06 | 06 | 40:34  | 22:18  |                                                        |                        | |
| 1935/36 | I           | Gauliga Berlin-Brandenburg                                           | 04.   | 09 | 02 | 07 | 36:30  | 20:16  |                                                        |                        | |
| 1936/37 | I           | Gauliga Berlin-Brandenburg                                           | 05.   | 08 | 02 | 08 | 42:40  | 18:18  |                                                        |                        | |
| 1937/38 | I           | Gauliga Berlin-Brandenburg                                           | 03.   | 11 | 02 | 05 | 48:24  | 24:12  | 2. Schlussrunde Tschammerpokal                         |                        | |
| 1938/39 | I           | Gauliga Berlin-Brandenburg                                           | 03.   | 10 | 02 | 06 | 40:26  | 22:14  |                                                        |                        | |
| 1939/40 | I           | Gauliga Berlin-Brandenburg – Staffel B                               | 05.   | 03 | 02 | 05 | 22:28  | 08:12  | Achtelfinale Tschammerpokal                            |                        | |
| 1940/41 | I           | Gauliga Berlin-Brandenburg                                           | 01.   | 17 | 0  | 05 | 67:41  | 34:10  |                                                        |                        | Gaumeister und Teilnahme an der Endrunde der deutschen Meisterschaft, wo man in den Gruppenspielen hinter dem Dresdner SC scheiterte.                   |
| 1941/42 | I           | Gauliga Berlin-Brandenburg                                           | 02.   | 12 | 02 | 04 | 45:28  | 26:10  | 2. Schlussrunde Tschammerpokal                         |                        | |
| 1942/43 | I           | Gauliga Berlin-Brandenburg                                           | 05.   | 08 | 03 | 07 | 51:36  | 19:17  |                                                        |                        | |
| 1943/44 | I           | Gauliga Berlin-Brandenburg                                           | 09.   | 06 | 02 | 10 | 34:49  | 14:22  |                                                        |                        | |
| 1944/45 | I           | Gauliga Berlin-Brandenburg                                           | 07.   | 05 | 02 | 05 | 38:32  | 12:12  |                                                        |                        | im Februar aufgrund der näher rückenden Front abgebrochene Meisterschaft                                                                                |
| 1945/46 | I           | Stadtliga Berlin Staffel C                                           | 02.   | 11 | 01 | 04 | 59:22  | 23:9   |                                                        |                        | Teilnahme unter dem Namen SG Charlottenburg |
| 1946/47 | I           | Stadtliga Berlin                                                     | 01.   | 18 | 01 | 03 | 89:24  | 37:7   |                                                        |                        | Teilnahme unter dem Namen SG Charlottenburg |
| 1947/48 | I           | Stadtliga Berlin                                                     | 03.   | 12 | 07 | 03 | 63:23  | 31:13  |                                                        |                        | Teilnahme unter dem Namen SG Charlottenburg |
| 1948/49 | I           | Stadtliga Berlin                                                     | 02.   | 14 | 05 | 03 | 52:17  | 33:11  |                                                        |                        | |
| 1949/50 | I           | Stadtliga Berlin                                                     | 01.   | 17 | 01 | 04 | 60:26  | 35:9   |                                                        |                        | Teilnahme an der Endrunde zur deutschen Meisterschaft 1949/50 – Achtelfinale (gegen die Kickers Offenbach)                                              |
| 1950/51 | I           | Vertragsliga Berlin                                                  | 01.   | 19 | 06 | 01 | 84:21  | 44:8   |                                                        | Sieger                 | Teilnahme an der Endrunde zur deutschen Meisterschaft 1950/51 – Vorrunde                                                                                |
| 1951/52 | I           | Vertragsliga Berlin                                                  | 01.   | 19 | 04 | 03 | 78:21  | 42:10  |                                                        |                        | Teilnahme an der Endrunde zur deutschen Meisterschaft 1951/52 – Vorrunde                                                                                |
| 1952/53 | I           | Vertragsliga Berlin                                                  | 03.   | 12 | 07 | 05 | 46:29  | 31:17  |                                                        |                        | |
| 1953/54 | I           | Vertragsliga Berlin                                                  | 06.   | 08 | 08 | 06 | 38:30  | 24:20  |                                                        | Finale                 | |
| 1954/55 | I           | Vertragsliga Berlin                                                  | 02.   | 14 | 02 | 06 | 52:33  | 30:14  | Vorrunde DFB-Pokal                                     |                        | |
| 1955/56 | I           | Vertragsliga Berlin                                                  | 07.   | 10 | 02 | 10 | 40:37  | 22:22  |                                                        |                        | |
| 1956/57 | I           | Vertragsliga Berlin                                                  | 02.   | 14 | 03 | 05 | 51:31  | 31:13  |                                                        |                        | |
| 1957/58 | I           | Vertragsliga Berlin                                                  | 01.   | 13 | 06 | 03 | 54:30  | 32:12  |                                                        |                        | Teilnahme an der Endrunde zur deutschen Meisterschaft 1957/58                                                                                           |
| 1958/59 | I           | Vertragsliga Berlin                                                  | 07.   | 15 | 03 | 15 | 67:62  | 33:33  |                                                        |                        | |
| 1959/60 | I           | Vertragsliga Berlin                                                  | 06.   | 15 | 02 | 13 | 67:57  | 32:28  |                                                        | Finale                 | |
| 1960/61 | I           | Vertragsliga Berlin                                                  | 03.   | 12 | 07 | 08 | 55:33  | 31:23  |                                                        |                        | |
| 1961/62 | I           | Vertragsliga Berlin                                                  | 03.   | 12 | 08 | 07 | 54:35  | 32:22  |                                                        |                        | |
| 1962/63 | I           | Oberliga Berlin                                                      | 03.   | 14 | 06 | 07 | 66:36  | 34:20  |                                                        | Sieger                 | |
| 1963/64 | II          | Regionalliga Berlin                                                  | 02.   | 19 | 04 | 04 | 73:22  | 42:12  | 1. Runde DFB-Pokal                                     | Sieger                 | |
| 1964/65 | II          | Regionalliga Berlin                                                  | 01.   | 17 | 08 | 01 | 67:23  | 42:10  | Achtelfinale DFB-Pokal                                 | Sieger                 | Qualifikation zur Aufstiegsrunde zur Bundesliga 1965/66 – Vorrunde                                                                                      |
| 1965/66 | II          | Regionalliga Berlin                                                  | 02.   | 21 | 02 | 07 | 108:50 | 44:16  | 1. Hauptrunde DFB-Pokal                                | Finale                 | |
| 1966/67 | II          | Regionalliga Berlin                                                  | 02.   | 22 | 06 | 02 | 101:30 | 50:10  |                                                        |                        | Qualifikation zur Aufstiegsrunde zur Bundesliga 1967/68                                                                                                 |
| 1967/68 | II          | Regionalliga Berlin                                                  | 02.   | 23 | 04 | 03 | 108:29 | 50:10  |                                                        |                        | Qualifikation zur Aufstiegsrunde zur Bundesliga 1968/69                                                                                                 |
| 1968/69 | II          | Regionalliga Berlin                                                  | 03.   | 20 | 05 | 05 | 96:38  | 45:15  |                                                        |                        | |
| 1969/70 | II          | Regionalliga Berlin                                                  | 02.   | 18 | 03 | 05 | 70:23  | 39:13  | 1. Hauptrunde DFB-Pokal                                | Finale                 | Qualifikation zur Aufstiegsrunde zur Bundesliga 1970/71                                                                                                 |
| 1970/71 | II          | Regionalliga Berlin                                                  | 04.   | 20 | 04 | 09 | 68:39  | 44:22  |                                                        |                        | |
| 1971/72 | II          | Regionalliga Berlin                                                  | 04.   | 22 | 06 | 05 | 82:26  | 50:16  |                                                        |                        | |
| 1972/73 | II          | Regionalliga Berlin                                                  | 04.   | 13 | 04 | 05 | 54:20  | 30:14  |                                                        | Sieger                 | Teilnehmer an der Meisterrunde |
| 1973/74 | II          | Regionalliga Berlin                                                  | 01.   | 31 | 01 | 01 | 103:19 | 63:3   | 1. Hauptrunde DFB-Pokal                                |                        | Aufsteiger (Aufstiegsrunde zur Bundesliga 1974/75) |
| 1974/75 | I           | 1. Bundesliga                                                        | 17.   | 05 | 06 | 23 | 38:89  | 16:52  | Achtelfinale DFB-Pokal                                 |                        | Absteiger |
| 1975/76 | II          | 2. Bundesliga Nord                                                   | 01.   | 25 | 04 | 09 | 86:43  | 54:22  | 3. Hauptrunde DFB-Pokal                                |                        | Aufsteiger |
| 1976/77 | I           | 1. Bundesliga                                                        | 17.   | 06 | 10 | 18 | 47:85  | 22:46  | 3. Hauptrunde DFB-Pokal                                |                        | |
| 1977/78 | II          | 2. Bundesliga Nord                                                   | 10.   | 12 | 12 | 14 | 58:57  | 36:40  | 2. Hauptrunde DFB-Pokal                                |                        | |
| 1978/79 | II          | 2. Bundesliga Nord                                                   | 11.   | 12 | 12 | 14 | 58:61  | 36:40  | 3. Hauptrunde DFB-Pokal                                |                        | |
| 1979/80 | II          | 2. Bundesliga Nord                                                   | 13.   | 13 | 09 | 16 | 57:65  | 35:41  | 1. Hauptrunde DFB-Pokal                                | 1. Runde (TeBe II)     | |
| 1980/81 | II          | 2. Bundesliga Nord                                                   | 17.   | 09 | 14 | 19 | 47:71  | 32:52  | 1. Hauptrunde DFB-Pokal                                | Achtelfinale (TeBe II) | Absteiger |
| 1981/82 | III         | Oberliga Berlin                                                      | 01.   | 24 | 04 | 02 | 100:25 | 52:8   | 2. Hauptrunde DFB-Pokal                                | Viertelfinale          | in der Aufstiegsrunde gescheitert |
| 1982/83 | III         | Oberliga Berlin                                                      | 03.   | 18 | 08 | 04 | 82:35  | 44:16  |                                                        | Finale                 | |
| 1983/84 | III         | Oberliga Berlin                                                      | 02.   | 23 | 05 | 02 | 108:28 | 51:9   |                                                        | Viertelfinale          | 1. Runde Amateurmeisterschaft |
| 1984/85 | III         | Oberliga Berlin                                                      | 01.   | 24 | 05 | 01 | 95:19  | 53:7   |                                                        | Sieger                 | Aufsteiger nach Platz 2 in der Aufstiegsrunde |
| 1985/86 | II          | 2. Bundesliga                                                        | 19.   | 10 | 09 | 19 | 48:73  | 29:47  | 1. Hauptrunde DFB-Pokal                                | 1. Runde (TeBe II)     | Absteiger |
| 1986/87 | III         | Oberliga Berlin                                                      | 02.   | 22 | 04 | 04 | 93:23  | 48:12  | 1. Hauptrunde DFB-Pokal                                | Finale                 | Halbfinale Amateurmeisterschaft |
| 1987/88 | III         | Oberliga Berlin                                                      | 02.   | 20 | 04 | 06 | 68:30  | 44:16  |                                                        | Viertelfinale          | 1. Runde Amateurmeisterschaft |
| 1988/89 | III         | Oberliga Berlin                                                      | 08.   | 12 | 07 | 13 | 50:40  | 31:33  |                                                        | 1. Runde               | |
| 1989/90 | III         | Oberliga Berlin                                                      | 03.   | 19 | 03 | 10 | 69:41  | 41:23  |                                                        | Viertelfinale          | |
| 1990/91 | III         | Oberliga Berlin                                                      | 01.   | 19 | 07 | 04 | 68:35  | 45:15  |                                                        | Halbfinale             | In Aufstiegsrunde Qualifikation für die Zweite Bundesliga verpasst.                                                                                     |
| 1991/92 | III         | Oberliga Nordost                                                     | 04.   | 20 | 07 | 07 | 75:28  | 47:21  |                                                        | Halbfinale             | |
| 1992/93 | III         | Oberliga Nordost                                                     | 01.   | 27 | 05 | 0  | 107:23 | 59:6   |                                                        | Sieger                 | Aufsteiger |
| 1993/94 | II          | 2. Fußball-Bundesliga                                                | 19.   | 07 | 12 | 19 | 42:60  | 26:50  | Halbfinale DFB-Pokal                                   | 2. Runde (TeBe II)     | Absteiger |
| 1994/95 | III         | Regionalliga Nordost                                                 | 04.   | 19 | 09 | 06 | 69:33  | 47:21  | 2. Hauptrunde DFB-Pokal                                | Sieger                 | |
| 1995/96 | III         | Regionalliga Nordost                                                 | 01.   | 25 | 04 | 05 | 72:25  | 79     | 1. Hauptrunde DFB-Pokal                                | Sieger                 | Relegation verloren |
| 1996/97 | III         | Regionalliga Nordost                                                 | 06.   | 16 | 13 | 05 | 60:27  | 61     | 1. Hauptrunde DFB-Pokal                                | Viertelfinale          | |
| 1997/98 | III         | Regionalliga Nordost                                                 | 01.   | 29 | 05 | 0  | 86:7   | 92     |                                                        | Sieger                 | Aufsteiger |
| 1998/99 | II          | 2. Fußball-Bundesliga                                                | 06.   | 15 | 09 | 10 | 47:39  | 54     | Viertelfinale DFB-Pokal                                | 2. Runde (TeBe II)     | |
| 1999/00 | II          | 2. Fußball-Bundesliga                                                | 18.   | 10 | 10 | 14 | 42:50  | 40     | 3. Hauptrunde DFB-Pokal (Profimannschaft)              | Sieger (TeBe II)       | Absteiger |
| 2000/01 | III         | Regionalliga Nord                                                    | 19.   | 06 | 05 | 25 | 33:80  | 23     | 1. Hauptrunde DFB-Pokal (Profi- und Amateurmannschaft) |                        | Absteiger |
| 2001/02 | IV          | NOFV-Oberliga Nord                                                   | 02.   | 17 | 10 | 03 | 71:69  | 45     |                                                        | Sieger                 | |
| 2002/03 | IV          | NOFV-Oberliga Nord                                                   | 04.   | 20 | 07 | 09 | 63:39  | 67     | 1. Hauptrunde DFB-Pokal                                | Finale                 | |
| 2003/04 | IV          | NOFV-Oberliga Nord                                                   | 05.   | 18 | 05 | 13 | 55:39  | 59     |                                                        | Viertelfinale          | |
| 2004/05 | IV          | NOFV-Oberliga Nord                                                   | 04.   | 19 | 06 | 07 | 67:32  | 63     |                                                        | Sieger                 | |
| 2005/06 | IV          | NOFV-Oberliga Nord                                                   | 05.   | 15 | 04 | 11 | 56:40  | 49     | 1. Hauptrunde DFB-Pokal                                | Sieger                 | |
| 2006/07 | IV          | NOFV-Oberliga Nord                                                   | 03.   | 18 | 07 | 05 | 53:30  | 61     | 1. Hauptrunde DFB-Pokal                                | Achtelfinale           | |
| 2007/08 | IV          | NOFV-Oberliga Nord                                                   | 06.   | 15 | 04 | 09 | 62:36  | 49     | nicht qualifiziert                                     | Sieger                 | |
| 2008/09 | V           | NOFV-Oberliga Nord                                                   | 01.   | 23 | 05 | 02 | 65:21  | 74     | 1. Hauptrunde DFB-Pokal                                | Finale                 | Aufsteiger |
| 2009/10 | IV          | Regionalliga Nord                                                    | 15.   | 08 | 10 | 16 | 33:55  | 34     | 1. Hauptrunde DFB-Pokal                                | Achtelfinale           | Absteiger durch Insolvenz |
| 2010/11 | V           | NOFV-Oberliga Nord                                                   | 14.   | 05 | 07 | 18 | 26:66  | 22     | nicht qualifiziert                                     | Achtelfinale           | Absteiger |
| 2011/12 | VI          | Berlin-Liga                                                          | 11.   | 12 | 09 | 15 | 71:69  | 45     | nicht qualifiziert                                     | 2. Runde               | |
| 2012/13 | VI          | Berlin-Liga                                                          | 08.   | 14 | 08 | 12 | 68:53  | 50     | nicht qualifiziert                                     | 4. Runde               | |
| 2013/14 | VI          | Berlin-Liga                                                          | 04.   | 18 | 07 | 09 | 71:43  | 61     | nicht qualifiziert                                     | Viertelfinale          | |
| 2014/15 | VI          | Berlin-Liga                                                          | 01.   | 23 | 07 | 04 | 67:21  | 76     | nicht qualifiziert                                     | 2. Runde               | Aufsteiger |
| 2015/16 | V           | NOFV-Oberliga Nord                                                   | 04.   | 16 | 07 | 07 | 55:35  | 55     | nicht qualifiziert                                     | 3. Runde               | |
| 2016/17 | V           | NOFV-Oberliga Nord                                                   | 06.   | 14 | 06 | 10 | 54:39  | 48     | nicht qualifiziert                                     | Achtelfinale           | |
| 2017/18 | V           | NOFV-Oberliga Nord                                                   | 02.   | 23 | 03 | 06 | 64:24  | 72     | nicht qualifiziert                                     | Halbfinale             | |
| 2018/19 | V           | NOFV-Oberliga Nord                                                   | 02.   | 21 | 04 | 05 | 76:27  | 67     | nicht qualifiziert                                     | Finale                 | |
| 2019/20 | V           | NOFV-Oberliga Nord                                                   | 01.   | 15 | 02 | 02 | 61:17  | 47     | nicht qualifiziert                                     | Achtelfinale           | Aufsteiger nach Quotientenregelung mit 2,47 Punkten pro Spiel nach Saisonabbruch                                                                        |
| 2020/21 | IV          | Regionalliga Nordost                                                 | 16.   | 2  | 03 | 05 | 15:20  | 9      | nicht qualifiziert                                     | Viertelfinale          | Wertung nach Quotientenregelung mit 0,90 Punkten pro Spiel nach Saisonabbruch                                                                           |
| 2021/22 | IV          | Regionalliga Nordost                                                 | 10.   | 14 | 11 | 13 | 59:50  | 53     | nicht qualifiziert                                     | 3. Runde               | |
| 2022/23 | IV          | Regionalliga Nordost                                                 | 18.   | 03 | 04 | 27 | 27:102 | 13     | nicht qualifiziert                                     | Achtelfinale           | Absteiger |
| 2023/24 | V           | NOFV-Oberliga Nord                                                   | 06.   | 11 | 08 | 09 | 49:48  | 41     | nicht qualifiziert                                     | Achtelfinale           | |
| 2024/25 | V           | NOFV-Oberliga Nord                                                   | 09.   | 13 | 03 | 14 | 74:71  | 42     | nicht qualifiziert                                     | Viertelfinale          | |

#### Bekannte Spieler
- Reinhard Adler
- Thomas Adler
- Bruno Akrapović
- Taşkın Aksoy
- Volkan Altın
- Ilija Aračić
- Rewas Arweladse
- Alexander Bade
- Sezer Badur
- Francis Banecki
- Nicole Banecki
- Sylvie Banecki
- Uli Bayerschmidt
- Muhamed Bešić
- Inken Beeken
- Änis Ben-Hatira
- Roland Benschneider
- Karim Benyamina
- Besart Berisha
- Winfried Berkemeier
- Hans Berndt
- Andreas Biermann
- Shergo Biran
- Hubert Birkenmeier
- Albert Bittlmayer
- Jérôme Boateng
- Ansgar Brinkmann
- Detlef Bruckhoff
- Hans Brunke
- Gordon Büch
- Kerem Bülbül
- Cordula Busack
- Saša Ćirić
- Almedin Civa
- Francisco Copado
- Bilal Çubukçu
- Goran Ćurko
- Rudolf Deinert
- Ashkan Dejagah
- Jamil Dem
- Fahed Dermech
- Randy Edwini-Bonsu
- Peter Eggert
- Heinz Emmerich
- Albert Eschenlohr
- Christian Fährmann
- Gino Ferrin
- Manuel Fischer
- Egon Flad
- Peter Fraßmann
- Geir Frigård
- Martino Gatti
- Holger Gehrke
- Bjarne Goldbæk
- Dirk Greiser
- Theo Gries
- Volkmar Groß
- Tim Gutberlet
- Matthias Hamann
- Dirk Hannemann
- Allan Hansen
- Lennart Hartmann
- Martin Hauswald
- Nicolas Hebisch
- Herbert Heidenreich
- Manfred Hellmann
- Sepp Herberger
- Dirk Heun
- Antoine Hey
- Andreas Hilfiker
- Gerald Hillringhaus
- Dieter Hochheimer
- Harun Isa
- Ditmar Jakobs
- Ranisav Jovanović
- Erich Kauer
- Heinz-Josef Kehr
- Andreas Keim
- Enrico Kern
- Sergej Kirjakow
- Andrzej Kobylański
- Celaleddin Koçak
- Kreso Kovacec
- Sven Kretschmer
- Willi Kronhardt
- Emmanuel Krontiris
- Tobias Kurbjuweit
- Jörn Lenz
- Stanislav Levý
- Mike Lünsmann
- Hermann Lux
- Kevin Maek
- Goran Markov
- Otto Martwig
- Jens Melzig
- Jacek Mencel
- Sven Meyer
- Toni Mičevski
- Wolfgang Mulack
- Otto Nerz
- Timur Özgöz
- Abderrahim Ouakili
- Kurt Otto
- Peter Peschel
- Maximilian Philipp
- Martin Pieckenhagen
- Jérôme Polenz
- Katrin Prühs
- Dejan Raičković
- Uwe Rapolder
- Dirk Rehbein
- René Renno
- Thiago Rockenbach
- Uwe Rösler
- Jürgen Rumor
- Christian Sackewitz
- Ernst Savkovic
- Halil Savran
- Stephan Schmidt
- Karl-Heinz Schnellinger
- Hans Schröder
- Michael Schröder
- Jürgen Schulz
- Marco Sejna
- Benjamin Siegert
- Norbert Siegmann
- Helgi Sigurðsson
- Wilhelm Sold
- Hans Sprenger
- Marc Stein
- Norbert Stolzenburg
- Winfried Stradt
- Karlheinz Subklewe
- Jan Suchopárek
- Wolfgang Sühnholz
- Zbigniew Szewczyk
- Klaus Theiss
- Timmy Thiele
- Christian Tiffert
- Murat Tosun
- Marko Tredup
- René Tretschok
- René Unglaube
- Eric Verstappen
- Lars Christopher Vilsvik
- Thomas Vogel
- Marco Walker
- Niclas Weiland
- Gerhard Welz
- Benny Wendt
- Jack White
- Aylin Yaren
- Zafer Yelen
- Murat Yılmaz

#### Trainer
Eine chronologische Übersicht über alle Trainer des Vereins seit Gründung.
| Amtszeit                | Trainer              |
| ----------------------- | -------------------- |
| .001912–.001920         | Richard Girulatis    |
| .001924–.001927         | Otto Nerz            |
| .001927–.001928         | Walter Hollstein     |
| .001928–.001929         | Lorenz Polster       |
| .001930–.001932         | Sepp Herberger       |
| 01.07.1953 – 31.12.1955 | Fritz Mauruschat     |
| 01.07.1959 – 30.06.1961 | Heinz-Ludwig Schmidt |
| .001963–.001964         | Fritz Wilde          |
| 01.07.1964 – 30.06.1968 | Herbert Siegert      |
| 01.07.1968 – 30.06.1969 | Gerhard Nitsch       |
| 01.07.1969 – 30.06.1970 | Günter Brocker       |
| .001973–.001975         | Georg Gawliczek      |
| .001975–.001976         | Helmuth Johannsen    |
| .001976–.001977         | Rudi Gutendorf       |
| .001977                 | Rudi Faßnacht        |
| .001978                 | Klaus Basikow        |
| .001978–.001980         | Reinhard Roder       |
| .001980–.001981         | Anton Burghardt      |
| .001983–.001984         | Bernd Hoss           |
| 01.07.1984–06.10.1985   | Gerd Achterberg      |
| 07.10.1985–30.06.1986   | Eckhard Krautzun     |

| Amtszeit                | Trainer              |
| ----------------------- | -------------------- |
| 01.07.1986 – 30.06.1987 | Adolf Remy           |
| 23.10.1987 – 06.03.1988 | Wolfgang Sidka       |
| 03.1988–06.1988         | Peter Eggert         |
| 07.1988–06.1989         | Jürgen Schulz        |
| 07.1989–03.1990         | Bernd Erdmann        |
| 01.07.1990 – 24.09.1990 | Wolfgang Przesdzing  |
| 01.10.1990 – 30.06.1991 | Peter Berg           |
| 01.07.1991 – 08.04.1992 | Fritz Bohla          |
| 01.07.1992 – 17.10.1993 | Willibert Kremer     |
| 19.10.1993 – 06.05.1994 | Wolfgang Sidka       |
| 01.07.1994 – 31.01.1995 | Willibert Kremer     |
| 01.02.1995 – 10.10.1995 | Uwe Jahn             |
| 18.10.1995 – 07.10.1996 | Rainer Zobel         |
| 22.10.1996 – 18.11.1998 | Hermann Gerland      |
| 19.11.1998 – 20.03.1999 | Stanislav Levý       |
| 24.03.1999 – 30.06.2000 | Winfried Schäfer     |
| 19.07.2000 – 16.11.2000 | Mirko Slomka         |
| 16.11.2000 – 23.03.2001 | Robert Jaspert       |
| 24.03.2001 – 30.06.2001 | Friedhelm Haebermann |
| 01.07.2001 – 30.06.2002 | Claudio Offenberg    |
| 01.07.2002 – 30.06.2003 | Peter Ränke          |

| Amtszeit                | Trainer                   |
| ----------------------- | ------------------------- |
| 01.07.2003 – 30.10.2005 | Theo Gries                |
| 31.10.2005 – 12.09.2007 | Dejan Raičković           |
| 12.09.2007 – 07.04.2008 | Johann Gajda              |
| 08.04.2008 – 06.06.2008 | Markus Schatte            |
| 07.06.2008 – 30.06.2010 | Thomas Herbst             |
| 03.08.2010 – 19.04.2011 | Cemal Yıldız              |
| 20.04.2011 – 21.04.2011 | Alexander Fritz (interim) |
| 22.04.2011 – 10.04.2014 | Markus Schatte            |
| 10.04.2014 – 31.12.2016 | Daniel Volbert            |
| 01.01.2017 – 04.09.2017 | Cemal Yıldız              |
| 05.09.2017 – 30.06.2018 | Thomas Brdarić            |
| 01.07.2018 – 30.06.2020 | Dennis Kutrieb            |
| 01.07.2020 – 30.06.2022 | Markus Zschiesche         |
| 01.07.2022 – 29.12.2022 | Abdou-Rahman „Abu“ Njie   |
| 01.01.2023 – 26.10.2023 | Christopher Brauer        |
| 26.10.2023 – 15.04.2024 | René Lorenz               |
| 15.04.2024 – 30.06.2024 | Sercan Kara               |
| 01.07.2024 – 27.04.2025 | Benjamin Eta              |
| 27.04.2025 – 08.05.2025 | Benjamin Borth (interim)  |
| seit 08.05.2025         | Umberto Sacchi            |

### Frauen
Die Frauenabteilung von Tennis Borussia wurde 1969 gegründet und gilt als eine der ältesten Frauenfußball-Abteilungen in Deutschland. Zwischen 1991 und 1997 spielte das Frauenteam in der Nordstaffel der damals noch zweigleisigen Frauen-Bundesliga. 2002 gelang zum ersten Mal der Aufstieg in die jetzt eingleisige Frauen-Bundesliga, aus der man jedoch sofort wieder abstieg. Seit der Saison 2004/05 spielten die sogenannten „Veilchenladies“ in der 2. Bundesliga Nord, die 2004 zwischen der Bundes- und der Regionalliga neu geschaffen wurde. In der Saison 2008/09 gelang der Wiederaufstieg in die Frauen-Bundesliga. Jedoch stieg die Mannschaft als Tabellenletzter wieder ab. Zur Saison 2012/13 konnte der Verein keine Frauen-Mannschaft mehr melden. Er verzichtete daher auf sein Startrecht in der Regionalliga und war im Frauenfußball nur mit seiner Kleinfeld-Mannschaft vertreten, die nach der Saison 2017/18 vom Spielbetrieb abgemeldet wurde.

#### Erfolge
- Deutscher Vizemeister: 1976, 1981 und 1983
- Meister der Regionalliga Nord-Ost: 2000, 2001, 2002 und 2004
- Meister 2. Bundesliga Nord 2009
- Vizemeister 2. Bundesliga Nord 2005, 2008
- Berliner Meister: 1974, 1975, 1976, 1977, 1981, 1983, 1984, 1986, 1987, 1988, 1989, 1991 und 1997 (2. Mannschaft)
- Berliner Pokalsieger: 1977, 1978, 1982, 1984, 1987, 1988, 1990, 1991, 2001, 2002, 2005, 2006 und 2008
- Sieger des Berliner Hallenmasters: 2001, 2004, 2005, 2006, 2007, 2008[50]

#### Statistik
| Saison | Liga                 | Platz | S  | U | N  | Tore   | Punkte | Pokal              |
| --- | -------------------- | ----- | -- | - | -- | ------ | ------ | ------------------ |
| 1990/91 | Verbandsliga Berlin  | 1.    | 16 | 1 | 1  | 90:6   | 33:3   | Achtelfinale       |
| 1991/92 | Bundesliga Nord      | 7.    | 7  | 2 | 11 | 27:30  | 16:24  | Viertelfinale      |
| 1992/93 | Bundesliga Nord      | 6.    | 8  | 2 | 8  | 23:25  | 18:18  | Achtelfinale       |
| 1993/94 | Bundesliga Nord      | 3.    | 7  | 6 | 5  | 28:21  | 20:16  | Achtelfinale       |
| 1994/95 | Bundesliga Nord      | 8.    | 2  | 7 | 9  | 16:36  | 11:25  | Achtelfinale       |
| 1995/96 | Bundesliga Nord      | 7.    | 5  | 4 | 9  | 24:33  | 19     | Achtelfinale       |
| 1996/97 | Bundesliga Nord      | 10.   | 1  | 6 | 11 | 11:46  | 9      | Achtelfinale       |
| 1997/98 | Regionalliga Nordost | 2.    | 14 | 1 | 5  | 57:26  | 43     | Achtelfinale       |
| 1998/99 | Regionalliga Nordost | 3.    | 12 | 2 | 4  | 46:20  | 38     | nicht qualifiziert |
| 1999/00 | Regionalliga Nordost | 1.    | 20 | 2 | 0  | 109:14 | 62     | nicht qualifiziert |
| 2000/01 | Regionalliga Nordost | 1.    | 21 | 1 | 0  | 87:13  | 64     | nicht qualifiziert |
| 2001/02 | Regionalliga Nordost | 1.    | 19 | 2 | 1  | 82:13  | 59     | 1. Runde           |
| 2002/03 | Bundesliga           | 11.   | 4  | 3 | 15 | 17:68  | 15     | Viertelfinale      |
| 2003/04 | Regionalliga Nordost | 1.    | 19 | 3 | 0  | 78:11  | 60     | 1. Runde           |
| 2004/05 | 2. Bundesliga Nord   | 2.    | 16 | 1 | 5  | 73:25  | 49     | 1. Runde           |
| 2005/06 | 2. Bundesliga Nord   | 3.    | 13 | 4 | 5  | 70:37  | 43     | 2. Runde           |
| 2006/07 | 2. Bundesliga Nord   | 3.    | 13 | 2 | 7  | 37:26  | 41     | Viertelfinale      |
| 2007/08 | 2. Bundesliga Nord   | 2.    | 12 | 7 | 3  | 36:18  | 43     | Achtelfinale       |
| 2008/09 | 2. Bundesliga Nord   | 1.    | 19 | 2 | 1  | 59:18  | 59     | 2. Runde           |
| 2009/10 | Bundesliga           | 12.   | 2  | 3 | 17 | 17:74  | 9      | 2. Runde           |
| 2010/11 | 2. Bundesliga Nord   | 11.   | 3  | 3 | 16 | 12:47  | 12     | 2. Runde           |
| 2011/12 | Regionalliga Nordost | 9.    | 7  | 4 | 11 | 44:54  | 25     | 1. Runde           |
| Anmerkung: Grün unterlegte Spielzeiten kennzeichnen einen Aufstieg, rot unterlegte Spielzeiten einen Abstieg. |                      |       |    |   |    |        |        |                    |

### Jugend
Die sportlich zurzeit erfolgreichsten Mannschaften werden von der Jugendabteilung gestellt: Von 2003/04 bis 2007/08 spielten Tennis Borussias A-Junioren in der A-Junioren-Bundesliga (Staffel Nord/Nordost), der höchsten deutschen Spielklasse, der sie nach ihrem Wiederaufstieg in der Saison 2009/10 erneut angehörten. Nach dem Abstieg in dieser Spielzeit bestreitet die U-19 bis dato ihre Spiele in der Regionalliga (Nord/Nordost), der zweithöchsten A-Junioren-Klasse. Seit 2007/08 gehört auch die B-Jugend der damals neu gegründeten Bundesliga an. Im Jahr 2008 verlieh der DFB der Nachwuchsabteilung von Tennis Borussia das Prädikat „Leistungszentrum“.

#### Erfolge
- Erreichen des DFB-Pokalfinales 2005 (A-Jugend)
- Halbfinale um die deutsche B-Junioren-Meisterschaft 2007

### Hans-Rosenthal-Team
Das Hans-Rosenthal-Team (HRT) wurde 1950 unter anderem vom fußballbegeisterten Unterhalter Hans Rosenthal als Prominenten-Elf ins Leben gerufen und diente einigen Größen aus dem Showgeschäft dazu, ihre Freizeit sportlich zu gestalten. Später schloss sich das HRT dem Verein Tennis Borussia an, bei welchem Hans Rosenthal eine Zeit lang das Amt des Präsidenten ausübte. 1987 verstarb Rosenthal, und die Elf nahm seinen Namen an. Seither traten verschiedene Größen aus Sport (Jürgen Diefenbach, Axel Lange, Horst Lunenburg, Jo Rosen, Michael Brandt, Harald Oehme, Pelé, Fritz Walter), Menschen aus dem Showgeschäft (Udo Lindenberg, Wolfgang Gruner, Dieter Hildebrandt, Tony Marshall, Wolfgang Neuss, Maximilian Schell, Bernhard Brink, Karsten Speck, Jack White, Oskar), aus der Wirtschaft und der Wissenschaft im lila-weißen Trikot an, um Geld für die Hans-Rosenthal-Stiftung, die sich um in Not geratene Familien kümmert, zu sammeln. Das HRT bestreitet etwa 40 Spiele im Jahr.

### Bekannte ehemalige Offizielle
- Hagen Liebing (Pressesprecher)
- Hans Rosenthal (Präsident von 1965 bis 1973)
- Jack White (Präsident von 1992 bis 1997)
- Jan Schindelmeiser (Manager von 1998 bis 2000)
- Kevin Kühnert (Aufsichtsratsmitglied von 2013 bis 2017)

### Stadion
Heimat des Vereins, der als erster Berliner Fußballverein ganz Berlin ansprach und eben nicht kiezverhaftet war, ist seit Ende des Zweiten Weltkriegs das städtische Mommsenstadion, welches über eine Zuschauerkapazität von 12.795 Plätzen verfügt. Hintergrund für diese geografische Schwerpunktverlagerung ist, dass TeBe nach dem Zweiten Weltkrieg aus der SG Charlottenburg neu gegründet wurde, in der sich der Großteil von Aktiven des elitären Vereins zusammengefunden hatten. Dort spielen die ersten Mannschaften der Männer und Frauen sowie die B-Jugend. Das Stadion verfügt über eine moderne Flutlichtanlage und über eine elektronische Anzeigetafel.
Die Spiele der Jugend werden in den benachbarten Sportanlagen „Kühler Weg“ und „Hans Rosenthal“ ausgetragen. Die zweite Frauenmannschaft sowie der weibliche Nachwuchs spielen und trainieren auf der ebenfalls nahe gelegenen Julius-Hirsch-Sportanlage (früher: Sportanlage Eichkamp).
Im März 2008 gab TeBe Pläne bekannt, nach denen der Verein das Poststadion in Moabit sanieren und umbauen wollte. Das neue Stadion sollte die denkmalgeschützten Teile des Poststadions in den Neubau integrieren und hätte über eine Kapazität von bis zu 16.000 Zuschauern verfügen können.

## Tischtennis
Die Tischtennissparte von Tennis Borussia wurde 1945 auf Initiative von Herbert Hausmann neu gegründet. 1949 trat die Kommunale Tischtennisgruppe Neukölln dem Verein bei. Die Abteilung stellte jahrzehntelang (neben Hertha BSC) die erfolgreichste Herren-Mannschaft Berlins. Seit Gründung der Oberliga Nord Anfang der 1950er Jahre spielten die Veilchen in dieser damals höchsten deutschen Klasse. Als 1966 die Tischtennis-Bundesliga gegründet wurde, war TeBe in der Oberliga Zweiter hinter dem VfL Osnabrück geworden und durfte damit an der Bundesliga-Qualifikation teilnehmen. Es reichte jedoch nur zum dritten und letzten Platz hinter dem Post SV Augsburg und dem TTV Metelen, so dass der Aufstieg verpasst wurde. Ein Jahr später gelang der Sprung in die deutsche Eliteliga dann aber doch. Dort konnten sich Berliner jedoch nicht halten und mussten bereits 1968 wieder absteigen. In den beiden Folgejahren wurde TeBe erneut Meister der Oberliga und nahm an der Aufstiegsrunde teil, in der man jedoch beide Male als Dritter scheiterte (1969 an der TGS Rödelheim und dem Mettmanner TV, 1970 am Meidericher TTC und an SV Weißblau-Allianz München). Nachdem 1974 (hinter dem VfL Osnabrück) und 1976 (hinter Hertha BSC) noch zweimal die Vizemeisterschaft im Norden erreicht wurde, begann ein schleichender Abwärtstrend, der 1980 zum Abstieg aus der inzwischen Regionalliga Nord genannten zweithöchsten Spielklasse führte. Erst Anfang der 1990er Jahre stellten sich wieder größere Erfolge bei Tennis Borussia ein. In der Saison 2005/06 schaffte man es schließlich, die Meisterschaft in der Regionalliga Nord für sich zu entscheiden und spielte danach in der 2. Bundesliga Nord. 2008 verzichtete man trotz des Erreichens von Platz zwei auf den Aufstieg in die 1. Liga. In der Saison 2024/25 spielte TeBe in der neuntklassigen Berliner Bezirksliga. Die Heimspiele werden in der Turnhalle der Karl-Weise-Schule in Berlin-Neukölln ausgetragen.
Bekannte Spieler waren Manfred Konieczka, Dieter Köhler, Günter Felske, Wolfgang Prandke, Michael Heene, Klaus Goerdel, Friedrich-Karl Brauns und Sascha Köstner. Der ebenfalls erfolgreichen Seniorenmannschaft gelang es mehrfach, den Titel des deutschen Mannschaftsmeisters zu erringen.

## Weitere Sportarten
Seit 1925 unterhält der Verein eine Abteilung Boxen. Mitglieder waren u. a. Erich Seelig und die Ost-Berliner Dieter Wemhöner und Helmut Just.
1928 wechselte eine Mannschaft aus der Rugby-Abteilung des SC Charlottenburg zu TeBe. Unter der Leitung von Jacques Karp errang die Mannschaft insgesamt fünf Mal die Berliner Meisterschaft (1931–1934, 1936). Noch im gleichen Jahr gingen dann die meisten Spieler zum BSV 1892, um dort eine eigene Rugby-Mannschaft aufzustellen.
Die 1991 gegründete Abteilung Cheerleading wurde von der Formation „Spirit Fairies“ mit Leben gefüllt. Diese hat den Verein jedoch per 30. Juni 2007 geschlossen verlassen und ist der Betriebssportabteilung des Bezirksamtes Tempelhof-Schöneberg beigetreten.
Seit 2008 wird bei TeBe auch Futsal gespielt. Die beiden Teams treten in der Verbandsliga bzw. in der Bezirksliga an.

## Logohistorie
Tennis Borussia führt als Logo einen Adler mit Brustschild mit dem Buchstaben B, das ganze umgeben vom Vereinsnamen. In der Satzung ist ein schwarzer Adler auf weißem Grund festgelegt. Anfangs trug der Adler noch eine Krone, in der Zeit der Weimarer Republik wurde er zeitweise ganz aus dem Logo entfernt und durch Streifen ersetzt. Seit den 1950er Jahren wurde das Logo nur geringfügig verändert. 1999 wurde der umgebende Schriftzug von Berliner Tennis Club Borussia in das heutige Tennis Borussia Berlin geändert. Die Farbgebung war bis 2010 nicht immer einheitlich, das Logo wurde lila-weiß oder schwarz-weiß abgebildet. Das 2010 eingeführte Logo verwendet alle drei Farben.

1949–1976
1999–2010 (schwarz)
1999–2010 (lila)
Seit 2010